# 七色光 (歌曲)
《七色光》（又称：《七色光之歌》），是由李幼容作词的一首歌，这首歌也曾被用作北京卡酷少儿频道同名节目的主题曲。歌曲被中國國內部分小學音樂課本收錄